# Centro de Cultura e Eventos da UFSC
O Centro de Cultura e Eventos da UFSC (CCEven), chamado oficialmente Centro de Cultura e Eventos Reitor Luiz Carlos Cancellier de Olivo desde 2017, é um centro de eventos localizado em Florianópolis, no Campus Trindade da Universidade Federal de Santa Catarina (UFSC). Foi Inaugurado em 2004 após anos de uma obra que, devido a lentidão e o tamanho, foi apelidada pelos estudantes da época de Elefante Branco, alcunha que, apesar de não fazer mais jus ao prédio após a conclusão e seus anos de uso pela comunidade, permaneceu como um apelido popular para o prédio.
O edifício abriga eventos, palestras, feiras, shows, congressos, workshops, exposições, seminários, entre outros, e é a sede das cerimônias de formaturas da universidade e outras instituições. Também funciona dentro do prédio uma praça de alimentação com restaurante, lanchonetes e cafés, uma agência bancária, lojas e setores institucionais. O equipamento é de responsabilidade da Secretaria de Cultura e Arte da UFSC, a SeCArte, através de seu Departamento de Cultura e Eventos.

## Histórico

### Inauguração
O Centro de Cultura e Eventos foi inaugurado em 10 de maio de 2004. Desde 2006 passou a ser a sede de todas as formaturas da UFSC, e desde 2008 recebe também eventos não relacionados a UFSC, como shows.

### Interdição
Em 2012, uma forte tempestade durante a troca de telhados do prédio, parte do prédio foi alagado e interditado. As partes mais afetadas foram a livraria e a agência bancária. Após alguns dias, os danos foram consertados.

### Fechamento pra eventos externos
Durante a gestão da reitora Roselane Neckel, o Centro de Cultura e Eventos passou a ser reservado apenas por meio de licitação, diferente do que acontecia até então. Na época a UFSC informou que a Procuradoria Federal emitiu um parecer a anulação dos termos de cessão de uso do espaço por não terem sido licitados. Com isso, um espetáculo chegou a ser cancelado, assim como todos os contratos devido as suspeitas de irregularidades. O fato causou polêmica entre produtores culturais e na cidade em geral, visto que o Teatro Ademir Rosa estava fechado pra reformas nesse período.

### Reabertura
Em setembro de 2016, a nova gestão da UFSC libera novamente o Centro de Cultura e Eventos para eventos abertos à comunidade em geral e não só a acadêmica, voltando a sediar grandes shows.

### Sessão fúnebre e novo nome

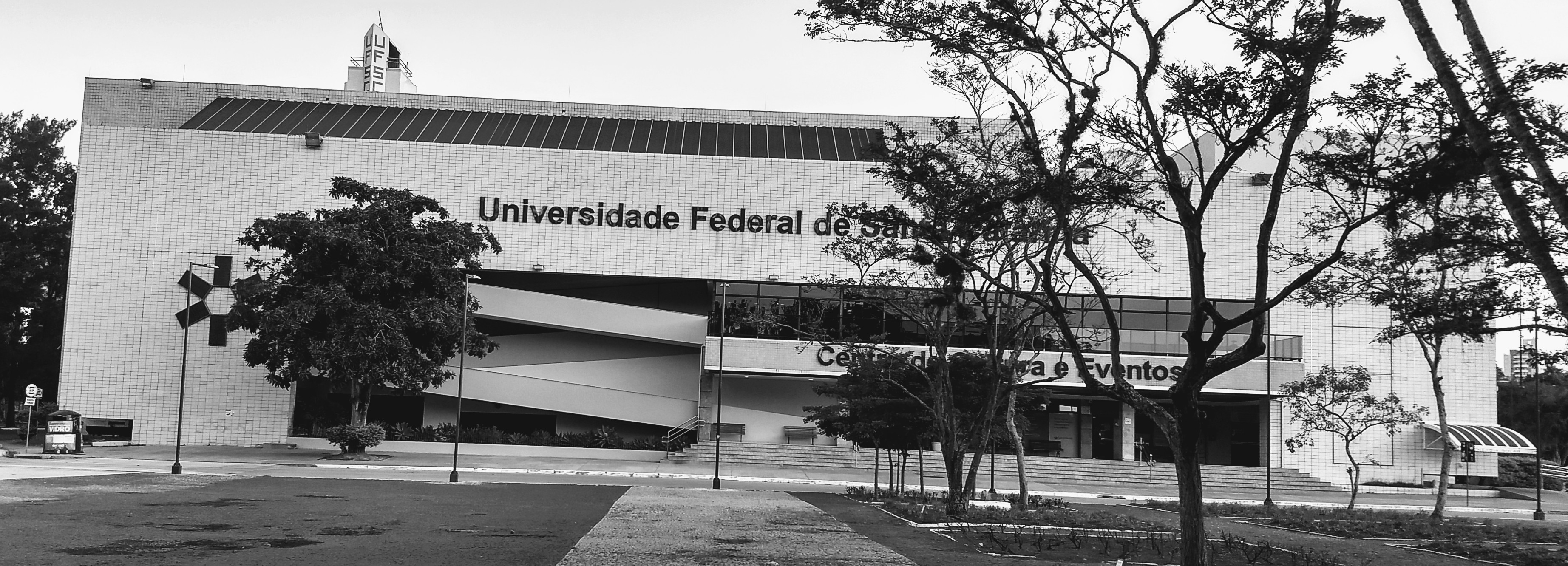
Centro de Cultura e Eventos em 2019.

Após o suicídio do reitor da UFSC Luiz Carlos Cancellier de Olivo, o Auditório Garapuvu foi palco da Sessão Solene Fúnebre do Conselho Universitário (CUn) em homenagem a ele. Dezenas de autoridades acadêmicas, estudantes e amigos lotaram o auditório, e os discursos variaram entre homenagens e críticas a Operação Ouvidos Moucos da Polícia Federal, que havia prendido o reitor algumas semanas antes e que foi considerada por muitos, além de exagerada e arbitrária, o motivo do desfecho trágico.
Meses depois, o CUn aprovou o nome de Cancellier no nome oficial do Centro de Cultura e Eventos, fato esse que dividiu opiniões. Uma das conselheiras, representante dos alunos, pediu vistas, oferecendo como alternativa um circuito de palestras sobre saúde mental e a temática de suicídio, depressão e ansiedade no cotidiano acadêmico e também consulta a comunidade acadêmica referente à nomeação - visto que o falecido reitor ainda estava sob investigação. A proposta alternativa não foi aceita.

## Estrutura

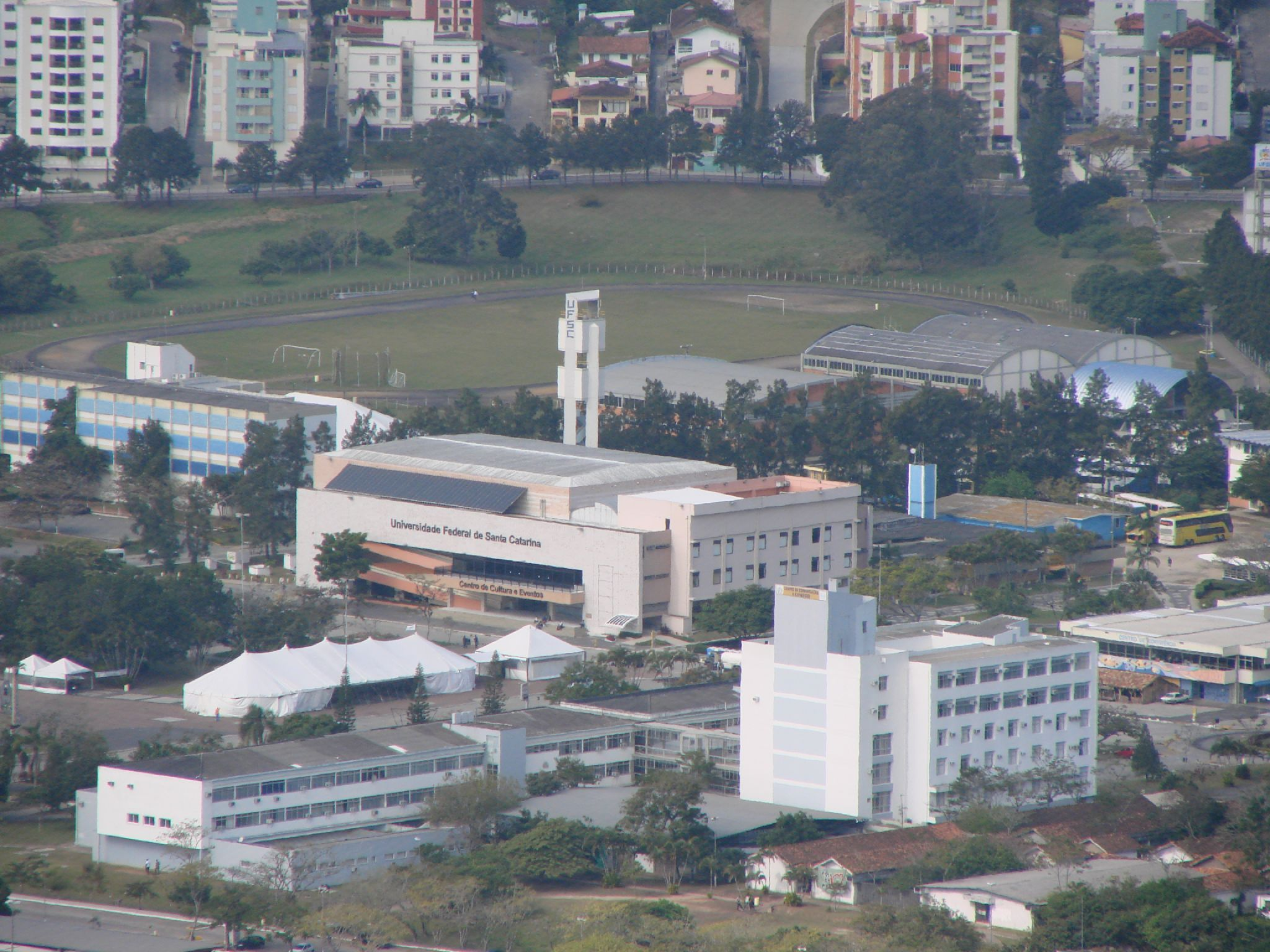
Edifício do Centro de Cultura e Eventos no campus da UFSC.

O Centro de Cultura e Eventos está localizado na Rua Engenheiro Agrônomo Andrey Cristian Ferreira, em frente a Praça da Cidadania, no coração do campus universitário. Perto dele ficam a Reitoria, o Restaurante Universitário, o Laguinho e o Centro de Convivência, o que torna toda a região movimentada por alunos de todos os centros de ensino da UFSC. Seu tamanho o torna um ponto de referência.
O prédio conta com 8.000m² de área edificada. Todas as salas e auditórios tem nomes de árvores típicas da região.
O Auditório Garapuvu tem capacidade para 1.371 mil pessoas, sendo 704 na plateia inferior e 667 na superior. É maior que o Teatro Ademir Rosa, do CIC, referência da cidade.
Há ainda quatro salas multifuncionais -  Goiabeira, Laranjeira, Pitangueira e Aroeira - com capacidade de 75 pessoas cada, e elas tem paredes móveis e podem ser convertidas em um salão para 300 pessoas. O hall superior tem 500m², que possibilita o total apoio aos eventos do auditório, além de copa, cozinha e do térreo, que tem uma praça de alimentação com várias opções de cafés, lanchonetes e restaurante, livrarias, agência bancária e outras conveniências.
O térreo e o hall superior recebem feiras e exposições, enquanto a área externa recebe ocasionalmente apresentações culturais.

## Acontecimentos

### Formaturas, exposições e eventos acadêmicos
Desde 2006 todas as cerimônias de formatura passaram a ser gratuitas e seguir o mesmo protocolo, respeitando as especificidades dos cursos. Diversos eventos já usaram o Centro de Cultura e Eventos ao longo dos anos, como as edições anuais do Florianópolis Audiovisual Mercosul. Como destaque recente, a Conferência da Juventude Latino-Americana sobre Mudanças Climáticas (COY11), que contou com a presença do ex-presidente uruguaio José Mujica.

### Shows
O Centro de Cultura e Eventos já recebeu grandes nomes ao longo dos anos. Já se apresentaram no palco do Auditório Garapuvu artistas como Sandy, Ney Matogrosso, Maria Rita, Diogo Nogueira, Milton Nascimento, Toquinho, Ivan Lins, Zeca Baleiro, Elza Soares entre outros.